# Avançam

Municipis amb regidors d'Avançam (vermell)

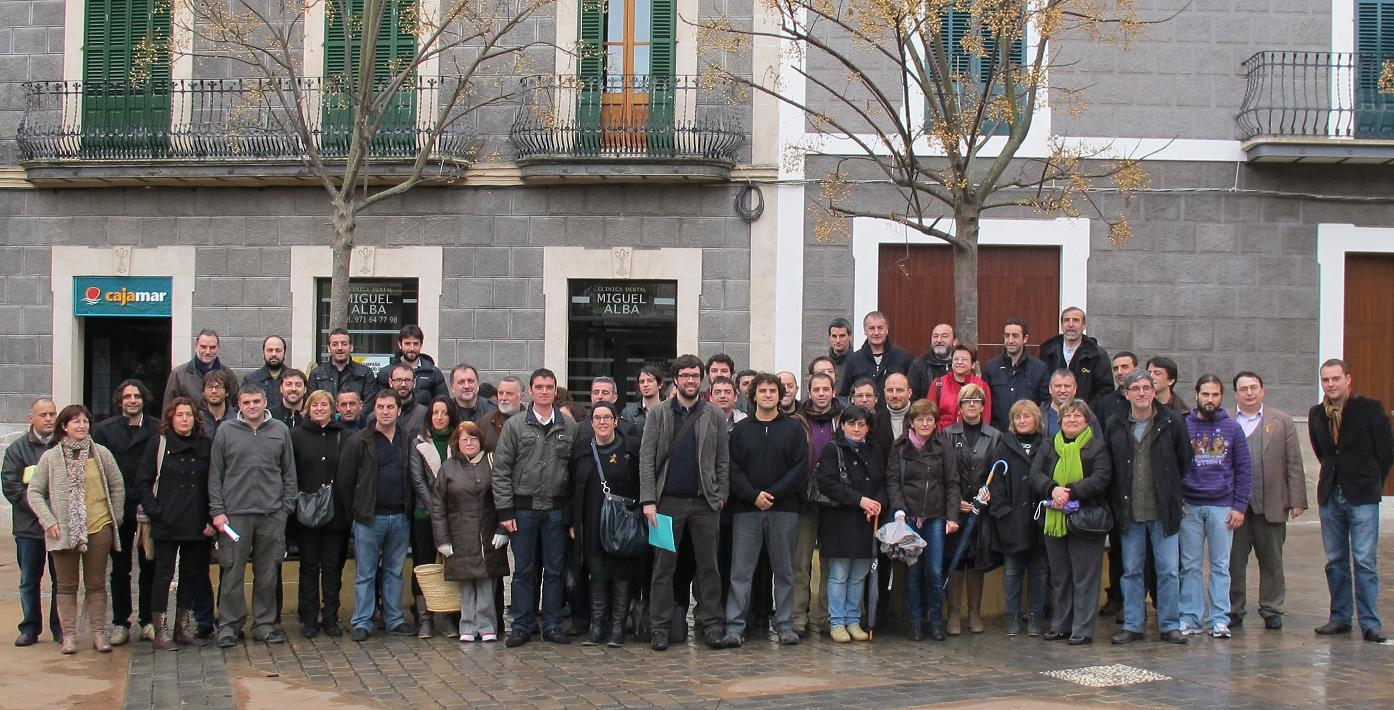
Regidors d'Avançam el dia de la seva creació

Avançam és una associació de regidors de Mallorca, Menorca, Eivissa i Formentera amb l'objectiu d'assegurar el dret a decidir i convocar consultes sobre la independència a mitjà termini, i a proposició dels regidors d'Avançam, diversos municipis de Mallorca han aprovat mocions a favor del dret a l'autodeterminació. Es va constituir el desembre de 2009, i va participar en diverses iniciatives sobiranistes. Va estar actiu fins a octubre de 2012, i el 2016 es va rellançar per part de diferents regidors de MÉS de diferents illes.